# Pontefract Castle

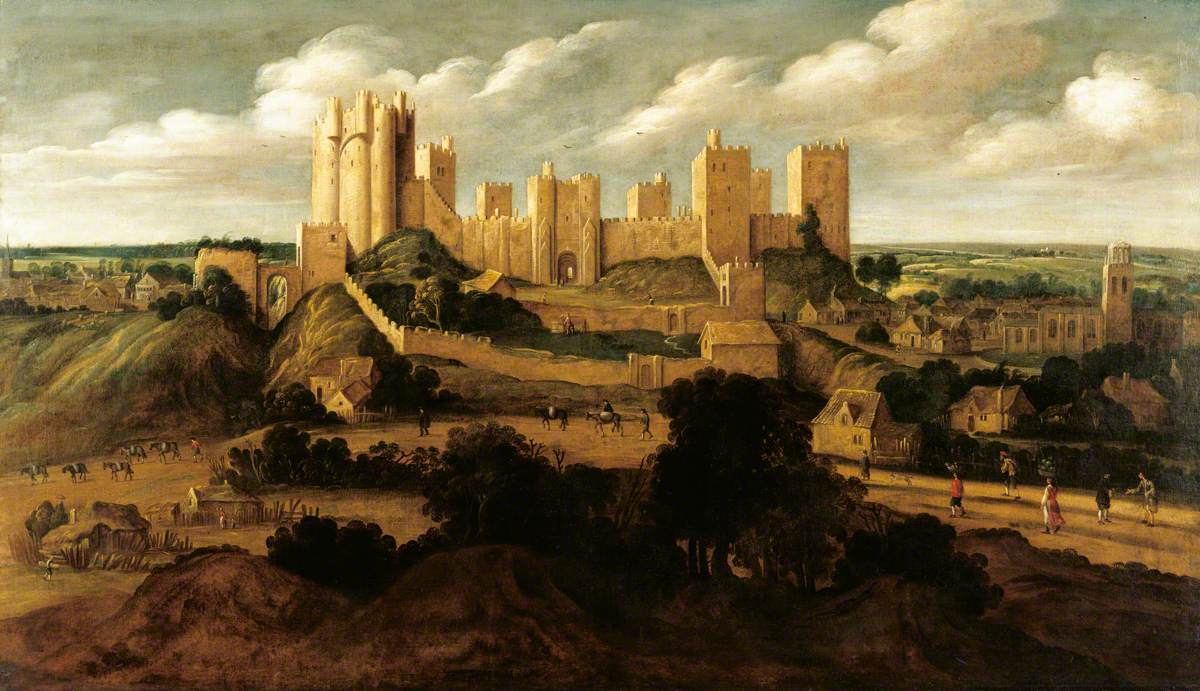
Gemälde von Pontefract Castle 1640 oder 1641 von Alexander Keirincx

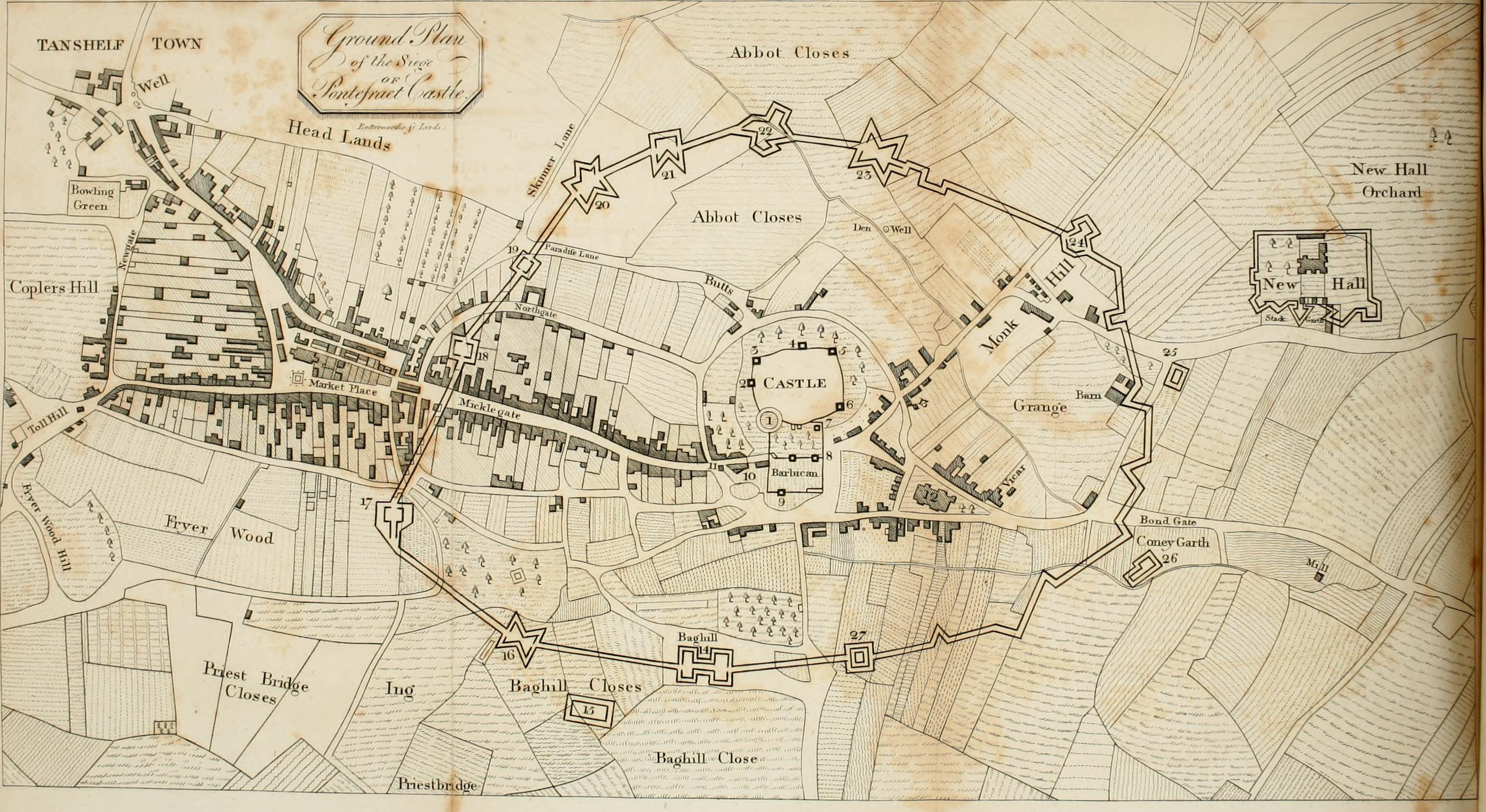
Borough of Pontefract

Pontefract Castle ist eine Burgruine nahe der Stadt Pontefract, Teil der City of Wakefield in der englischen Verwaltungseinheit West Yorkshire. König Richard II. soll dort verstorben sein. Im englischen Bürgerkrieg des 17. Jahrhunderts kam es zu einigen berühmten Belagerungen der Burg.

## Geschichte

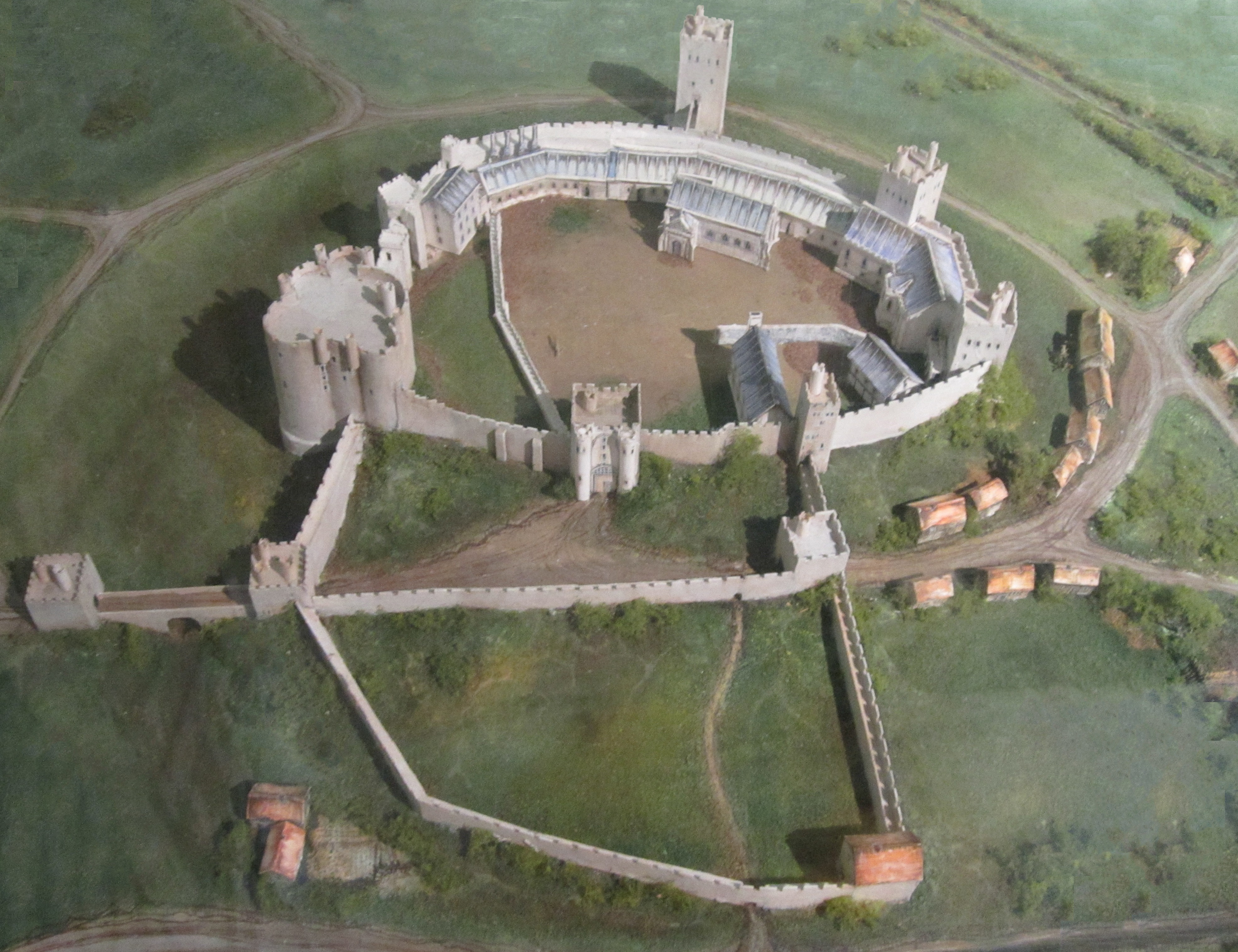
Modell des Pontefract Castle

Die Burg auf einem Felsen östlich der Stadt, oberhalb der Allerheiligenkirche, wurde um 1070 für Ilbert de Lacy gebaut. Das Gelände dafür erhielt er von Wilhelm dem Eroberer als Lohn für seine Unterstützung während der Eroberung Englands. Es gibt aber auch Beweise für eine frühere Besiedlung des Standortes. Anfangs war die Burg aus Holz gebaut, wurde dann aber später durch steinerne Gebäude ersetzt. Im Domesday Book von 1086 findet sich „Ilbert's Castle“, womit vermutlich Pontefract Castle gemeint ist.
Robert de Lacy unterstützte König Heinrich I. in seinem Machtkampf gegen seinen Bruder nicht und so konfiszierte der König im 12. Jahrhundert die Burg von der Familie. Roger de Lacy zahlte König Richard I. 3000 Mark für das Honour of Pontefract, aber der König behielt die Burg. Sein Nachfolger, König Johann Ohneland, gab de Lacy die Burg 1199, im Jahr seiner Thronbesteigung, zu Lehen. Roger de Lacy starb 1213 und sein ältester Sohn, John de Lacy, beerbte ihn. Nun aber eignete sich der König Castle Donington und Pontefract Castle an. Die De Lacys lebten bis zum Anfang des 14. Jahrhunderts in der Burg. Unter ihrer Ägide wurde der großartige Donjon errichtet.
1311 gelangte die Burg durch Heirat in die Hände des Hauses Lancaster. Thomas Plantagenet, 2. Earl of Lancaster, (1278–1322) wurde sechs Tage nach seiner Niederlage in der Schlacht bei Boroughbridge vor den Burgmauern geköpft. Er war dazu von König Eduard II. selbst im Rittersaal verurteilt worden. Der Earl wurde so zum Märtyrer und sein Grab in der Priorei zum Schrein. Die Burg fiel dann an Henry of Grosmont, 1. Duke of Lancaster, und dann an John of Gaunt, den dritten Sohn von König Eduard III. Er machte die Burg zu seiner persönlichen Residenz und investierte große Summen in ihren Ausbau.

### Richard II.

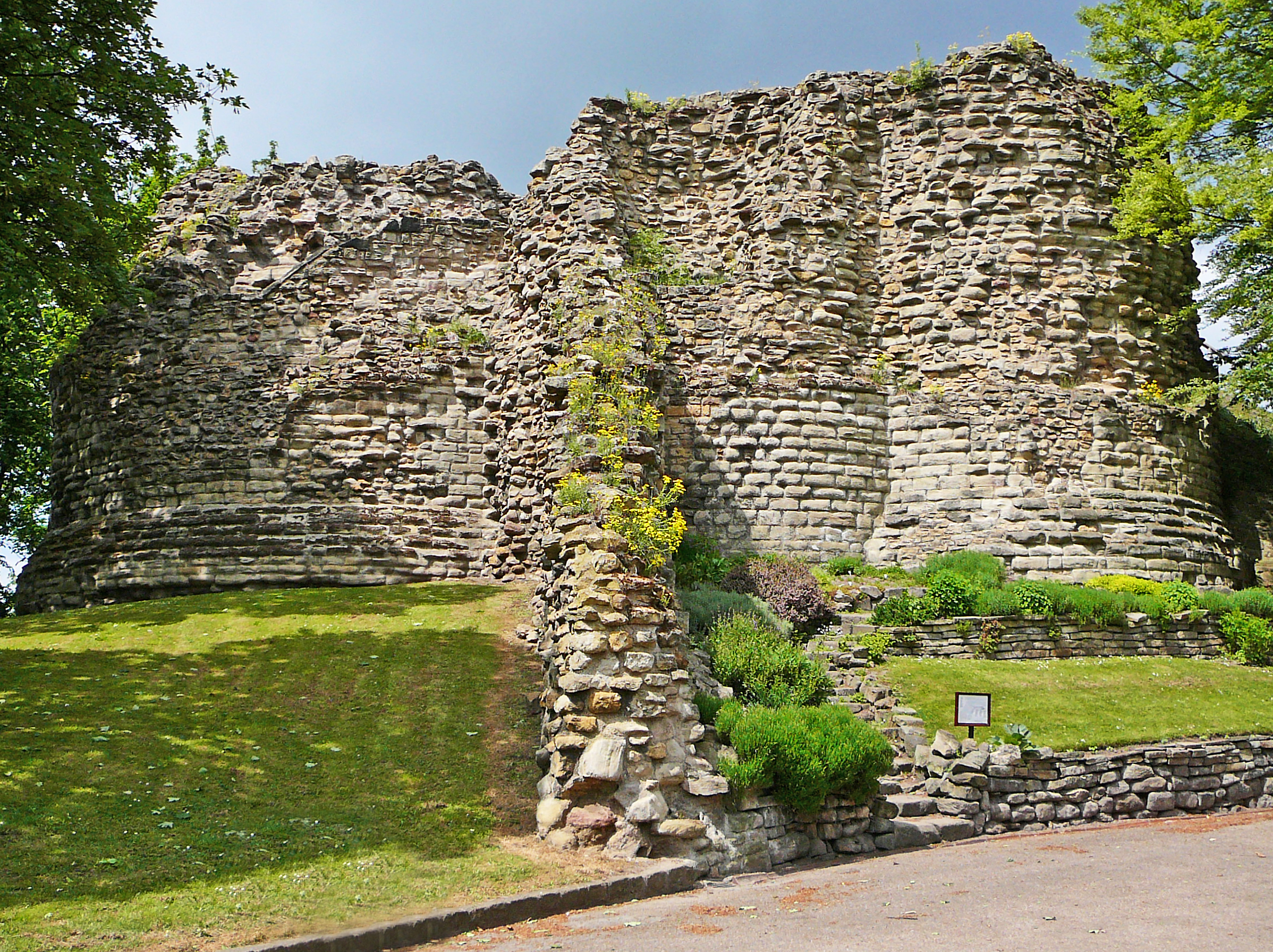
Die Ruine des Donjons von Pontefract Castle

König Richard II. (1367–1400) wurde vermutlich in der Burg ermordet, und zwar im Gascogne Tower. In William Shakespeares Drama Richard III. ist dieser Vorfall behandelt:
Pomfret, Pomfret! O thou bloody prison,
Fatal and ominous to noble peers!
Within the guilty closure of thy walls
Richard the second here was hack'd to death;
And, for more slander to thy dismal seat,
We give thee up our guiltless blood to drink.
(dt.: Pontefract, Pontefract! O Du verdammtes Gefängnis, / Tödlich und unheilvoll für Adlige! / In Deinen schuldigen Mauern / Wurde Richard der Zweite zu Tode gehackt / Und, zur noch größeren Verleumdung Deines düsteren Sitzes / geben wir Dir unser unschuldiges Blut zu trinken.)

### Tudorzeit
1536 übergab der Burgwächter Thomas Darcy, 1. Baron Darcy de Darcy, die Burg den Führern der Pilgrimage of Grace, einer katholischen Rebellion von Nordengland gegen die Regentschaft Heinrichs VIII. Lord Darcy wurde für diese angebliche „Aufgabe“, die der König als Verrat ansah, exekutiert.
1541, während einer Reise des Königs durch seine Provinzen, so erzählte man sich, beging Heinrichs fünfte Frau, Königin Catherine Howard, ihren ersten Ehebruch mit Sir Thomas Culpeper in Pontefract Castle, ein Verbrechen, für das sie ergriffen und ohne Verhandlung exekutiert wurde. Maria Stuart, schottische Königin, weilte am 28. Januar 1569 auf der Burg, als sie von Wetherby nach Rotherham reiste.

### Royalistischer Rückzugsort

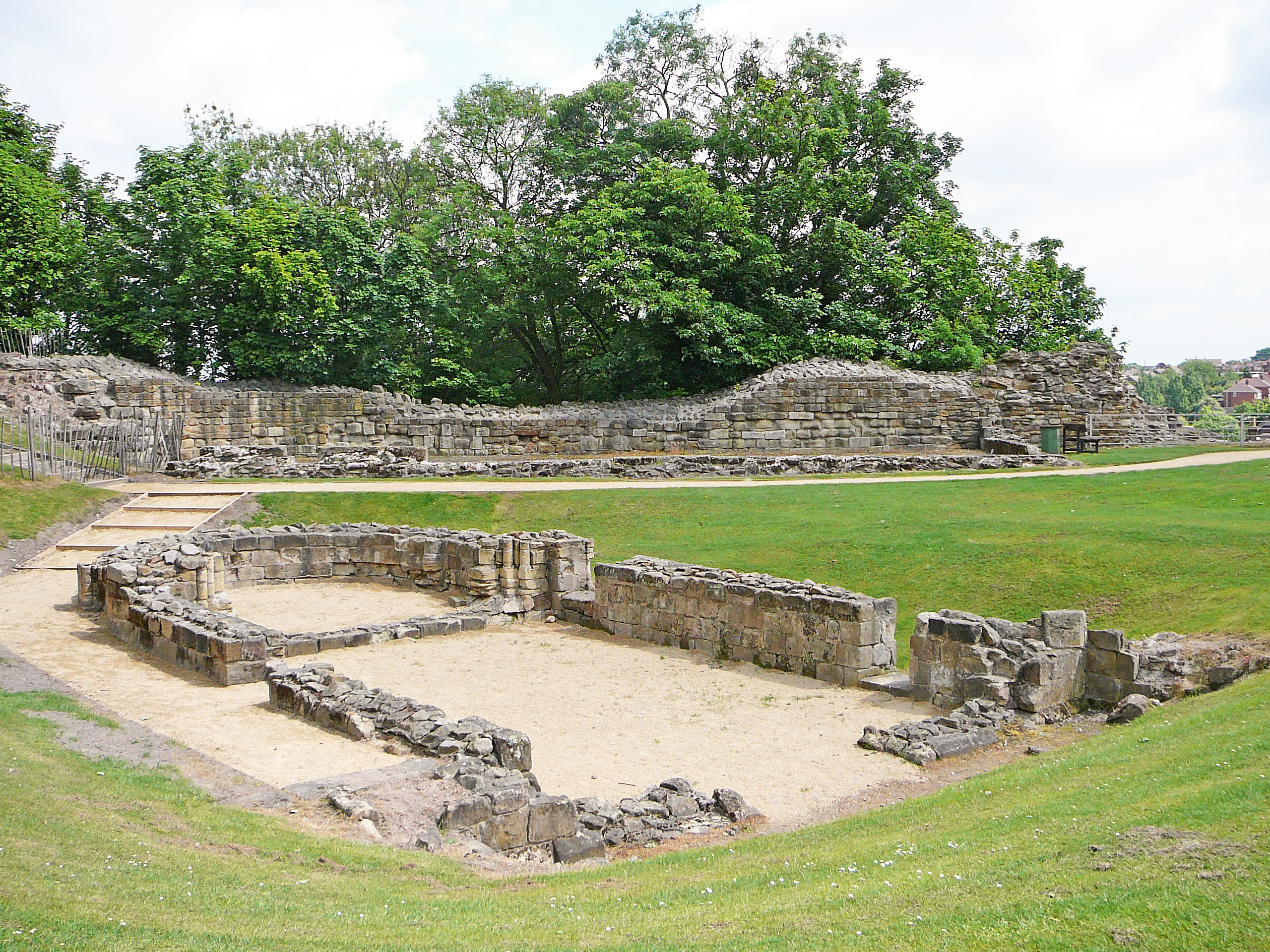
Die Ruine der St.-Klemens-Kapelle auf der Burg

Seit 1644 lag die Burg in Ruinen, da sie als Rückzugsort der Royalisten im englischen Bürgerkrieg diente und mindestens dreimal von den Roundheads belagert wurde, wobei letztere für den heutigen schlechten Zustand der Burg und viele ihrer Beschädigungen verantwortlich waren. Oliver Cromwell, Führer der Parlamentaristen, bezeichnete Pontefract Castle als „(...) eine der stärksten Garnisonen im Binnenland im ganzen Königreich.“
Offensichtlich hatte die Schleifung der Burg als Folge des zweiten englischen Bürgerkrieges die volle Unterstützung der in der Umgebung lebenden Bevölkerung. Sie waren froh, die Burg zerstören zu dürfen und so die Kämpfe in ihrer Gegend zu beenden. In den Augen der hier lebenden Menschen war die Burg geradezu ein Magnet für Schwierigkeiten.
Auch heute noch kann man die Keller der Burg aus dem 11. Jahrhundert besuchen, die für die Lagerung militärischen Gerätes im Bürgerkrieg genutzt wurden.

## Ruinen
Wenig von dem, was einst „eine der beeindruckendsten Burgen in Yorkshire gewesen sein muss“, ist bis heute erhalten, lediglich Teile der Kurtine und ausgehöhlte und geglättete innere Mauern. Die Burg hatte eine Vorburg und eine Kernburg. Teile der Mauern aus dem 12. Jahrhundert und die Hintertüre des Piper Tower sowie die Fundamente der Kapelle sind die ältesten Überreste. Die Ruinen des Round Tower oder Donjons befinden sich auf dem Wall aus dem 11. Jahrhundert. Das Great Gate, flankiert von halbrunden Türmen aus dem 14. Jahrhundert, hatte eine innere und eine äußere Barbakane. Kammern, die in der Kernburg in die Felsen geschlagen wurden, zeigen vermutlich die Lage des alten Rittersaals an und das Tor zum nördlichen Hof kann durch die Überreste eines rechteckigen Turmes identifiziert werden.
Das bemerkenswerteste Detail des heutigen Geländes sind die Überreste des Donjons. Es gibt nur wenige Exemplare dieser Bauart. Eines davon ist Clifford’s Tower im nahegelegenen York. Ein gleichartiges Exemplar wie in York findet man auch auf der Burg Étampes in Frankreich.